# Tofik Dibi
Tovek (Tofik) Dibi (Vlissingen, 19 november 1980) is een Nederlands politicus en stadsdeelambtenaar. Namens GroenLinks was hij van 2006 tot 2012 lid van de Tweede Kamer der Staten-Generaal.
Van 2018 tot 2025 was hij bestuursadviseur van het Amsterdamse stadsdeel Nieuw-West. Naast de Nederlandse heeft hij vanwege zijn afkomst ook de Marokkaanse nationaliteit. 

## Jeugd en studie
Dibi is de derde van vijf zoons, van wie er een zeer jong overleed. Voetballer Jamal Dibi is een broer van hem. De ouders van Dibi kwamen vanuit Marokko naar Nederland als gastarbeiders. Zij scheidden toen hij zeven was. Dibi woonde daarna bij zijn vader. Toen deze drie jaar later overleed, ging hij bij zijn moeder in het Amsterdamse stadsdeel Slotervaart wonen. Hij bezocht een rooms-katholieke basisschool en daarna het gymnasium aan het Hervormd Lyceum West. Hij studeerde Media en Cultuur (richting Film) aan de Universiteit van Amsterdam, maar maakte deze studie niet af.

## Loopbaan

### Activisme
Voordat Dibi Tweede Kamerlid werd, was hij actief in Bos en Lommer (de buurt waar hij woonde) en bij de bewonersorganisatie Thuis in Eigen Toekomst. Hij was bestuurslid in de linkse Turks-Nederlandse arbeidersvereniging HTIB (Hollanda Türkiyeli İşçiler Birliği). Dibi was een van de initiatiefnemers van de demonstratie Stop Bush, van het Landelijk Actiecomité Genoeg is Genoeg en van Allemaal Anders Allemaal Gelijk.

### Tweede Kamerlid GroenLinks
Als 25-jarige kwam Dibi op de zevende plek van de kandidatenlijst van GroenLinks bij de Tweede Kamerverkiezingen 2006. Volgens eigen zeggen was zijn kandidatuur "meer een beetje voor de grap", maar de kandidatencommissie zag tot zijn verbazing een politiek talent in hem. Vanwege eerdere problemen met allochtone GroenLinks-parlementariërs (Sam Pormes en Tara Singh Varma) liet lijsttrekker Femke Halsema de AIVD onderzoek naar Dibi doen, maar daaruit kwam niets verontrustends naar voren.
Dibi wilde in het parlement de kansen van jongeren in grote steden vergroten. Hij was in de periode 2006 tot 2010 voor GroenLinks woordvoerder onderwijs, jeugd en gezin, landbouw en integratie. Hij zat ook in de parlementaire onderzoekscommissie voor het onderwijs. Hij hield zijn maidenspeech op 23 januari 2007 bij het begrotingsdebat voor Justitie. Samen met Editie NL kaartte Dibi in 2007 het discriminerende deurbeleid van uitgaansgelegenheden aan.
Op 13 januari 2008 werd Dibi door de politie aangehouden omdat hij in een betoging van Internationale Socialisten (IS) tegen Geert Wilders posters verspreidde met daarop de foto van Geert Wilders en de tekst: Extremist - brengt u en de samenleving ernstige schade toe. Dibi sloot zich bij de activisten aan om te protesteren tegen eerdere aanhoudingen. Hij stelde het onacceptabel te vinden dat 'de politie onwelgevallige geluiden op deze manier belemmert'. Wilders reageerde door te stellen dat hij de Internationale Socialisten "een abjecte club" vond, maar dat de arrestaties onterecht waren en de uitlatingen binnen de vrijheid van meningsuiting vielen.
In december 2008 werd Dibi door de Nederlandse parlementaire pers verkozen als politiek talent van het jaar.
In april 2009 raakte Dibi in conflict met de Amsterdamse stadsdeelvoorzitter Ahmed Marcouch (PvdA) over het uitzetten van twee Marokkaanse criminelen zonder geldige verblijfsvergunning. Dibi was tegen die uitzetting en verklaarde dat Marcouch zich maar aan moest melden bij Geert Wilders. Bij de Tweede Kamerverkiezingen 2010 stond Dibi op een derde plaats op de kandidatenlijst en werd herkozen. Van 2010 tot 2012 was hij voor zijn partij in de Tweede Kamer woordvoerder veiligheid, jeugd en gezin en integratie.
In aanloop naar de Tweede Kamerverkiezingen 2012 stelde Dibi zich kandidaat voor het lijsttrekkerschap. Hij nam het op tegen partijleider Jolande Sap. Intern werd, onder meer door Sap, Dibi geadviseerd om af te zien van zijn kandidatuur. Toen hij onderweg was naar een interview in het televisieprogramma De Halve Maan werd hij door het partijbestuur gebeld en opgedragen af te zien van de uitzending en zich te melden op het partijkantoor in Utrecht. De kandidatencommissie oordeelde dat Dibi ongeschikt was, vanwege een gebrek aan aantoonbare leidinggevende kwaliteiten. Op aandringen van de leden van de Tweede Kamerfractie mocht hij zijn kandidatuur handhaven.
Op 6 juni 2012 werd de uitslag van het GroenLinks-lijsttrekkersreferendum bekendgemaakt: Sap werd met 84 procent van de stemmen gekozen, Dibi kreeg 12 procent van de uitgebrachte stemmen. Op eigen verzoek kreeg hij een tiende plaats op de kandidatenlijst toebedeeld, waarvoor hij een voorkeurscampagne voerde. GroenLinks verloor flink bij de verkiezingen en Dibi werd niet herkozen. Hij nam op 20 september 2012 afscheid van de Tweede Kamer. Later gaf hij aan dat hij zich uit ijdelheid voor het lijsttrekkerschap kandidaat had gesteld en dat hij door de vele media-aandacht voor zijn persoon het zicht op de werkelijkheid was kwijtgeraakt.

### Wachtgeld, boek en ambtenaar
Na zijn vertrek uit de Tweede Kamer ging Dibi weer studeren. Hij volgde opnieuw een studie Media en Cultuur aan de Universiteit van Amsterdam en daarnaast een opleiding tot leraar maatschappijleer. Met beide studies stopte hij in 2014. Er was kritiek dat Dibi lange tijd gebruik maakte van de wachtgeldregeling voor voormalige Kamerleden. Dibi gaf aan dat het voor hem frustrerend was dat hij niet in staat was een baan te vinden.
Op 23 oktober 2015 kwam hij in een interview met dagblad de Volkskrant uit de kast als homoseksueel. Dezelfde dag kwam zijn autobiografisch boek Djinn uit, waarin hij dieper inging op zijn achtergrond, zijn politieke carrière en zijn verborgen gehouden homoseksualiteit. Als een van de voorvechters van multicultureel Nederland was hij van mening dat hij niet homoseksueel mocht zijn, omdat hij bang was dat mensen met een buitenlandse achtergrond hem dan niet meer zouden willen aanhoren.
In 2018 werd hij door Emre Ünver, voorzitter van stadsdeel Nieuw-West, partijgenoot en een jeugdvriend van Dibi, aangesteld als bestuursadviseur van het stadsdeel. Volgens Ünver had Dibi de reguliere sollicitatieprocedure doorlopen. Hij kwam enkele keren in opspraak bij rechtse politieke partijen in de Amsterdamse gemeenteraad, die zich afvroegen of activistisch gedrag paste bij zijn functie. Zo riep hij in 2024 op de herdenking van de Februaristaking aan te grijpen om te demonstreren vóór het Palestijns verzet. Kort daarna bleek hij verantwoordelijk voor stickers, in de huisstijl van VVD, BBB en CDA, waarop deze partijen bekritiseerd werden op hun standpunt in de oorlog in de Gazastrook. Wethouder Hester van Buren meldde hierop dat er gesprekken waren met Dibi over zijn uitingen. Medio 2025 vertrok hij naar eigen zeggen in goed overleg bij de gemeente Amsterdam.
Ondertussen was in 2020 een tweede boek van hem verschenen: de roman Het monster van Wokeness. 'Wokeness' betekent 'je bewust zijn van ongelijkheid', aldus Vrij Nederland in een interview met Dibi. In het boek gaat de (woke) NRC-redactrice Kawtar onder het online pseudoniem Kannibelle de strijd aan op Twitter met onrechtvaardigheid.
Dibi zegde in oktober 2023 zijn lidmaatschap van GroenLinks op. Aanleiding was het terugtrekken van Kamerlid Kauthar Bouchallikht van de kandidatenlijst voor de Tweede Kamerverkiezingen van 2023 en de reactie van de samenwerkende partijen GroenLinks-PvdA op de Hamas-aanval in Israël van 7 oktober 2023. In een interview met het NRC in augustus 2025 zei hij dat hij vond dat GroenLinks prominente leden met een moslimachtergrond niet gelijkwaardig behandelde.

### Beoogd lijsttrekker BIJ1
Begin augustus 2025 kandideerde Dibi zich voor het lijsttrekkerschap van de politieke partij BIJ1 voor de Tweede Kamerverkiezingen van 29 oktober later dat jaar. Op 6 augustus won hij de ledenraadpleging van Patricia Dinkela en werd daarmee door het partijbestuur voorgedragen als lijsttrekker. De lijsttrekker wordt gekozen op een verkiezingscongres op 30 augustus 2025.

## Publicaties
- 2015 - Djinn. Amsterdam, Uitgeverij Prometheus, ISBN 9789044630442. Vertaald naar het Engels door Nicolaas P. Barr. Albany, NY: SUNY Press, 2021, ISBN 9781438481302.
- 2020 - Het monster van Wokeness. Amsterdam, Uitgeverij Prometheus, ISBN 978-9044637502.

### Bestseller 60
| Boeken met noteringen in de Nederlandse Bestseller 60 | Jaar van verschijnen | Datum van binnenkomst | Hoogste positie | Aantal weken | Opmerkingen |
| ----------------------------------------------------- | -------------------- | --------------------- | --------------- | ------------ | ----------- |
| Djinn                                                 | 2015                 | 04-11-2021            | 26              | 1            |             |

- International Standard Name Identifier: 0000 0004 9658 2155
- Library of Congress Control Number: n2020006555
- Nederlandse Thesaurus van Auteursnamen: 39779875X
- Parlement.com: vher1d4goau4
- Virtual International Authority File: 597162669594855500008
- WorldCat: E39PCjw9tjwdDMccwrH4JT6RJC